# لاين ويليامسون
لاين ويليامسون (بالإنجليزية: Iain Williamson)‏ (12 يناير 1988 في المملكة المتحدة - ) هو لاعب كرة قدم بريطاني في مركز الوسط. لعب مع دونفرملين أثلتيك وريث روفرز ونادي فالور ونادي فيكينغور وGrindavík (men's football) ‏.

## وصلات خارجية
- لاين ويليامسون على موقع قاعدة بيانات كرة القدم.إي يو (الإنجليزية)
- لاين ويليامسون على موقع Soccerbase.com (لاعب) (الإنجليزية)
- لاين ويليامسون على موقع Soccerway.com (الإنجليزية)